# Aleš Hemský
Aleš Hemský (* 13. August 1983 in Pardubice, Tschechoslowakei) ist ein ehemaliger tschechischer Eishockey- und Inlinehockeyspieler, der im Verlauf seiner aktiven Karriere zwischen 1999 und 2018 unter anderem 888 Spiele für die Edmonton Oilers, Ottawa Senators, Dallas Stars und Canadiens de Montréal in der National Hockey League auf der Position des rechten Flügelstürmers bestritten hat. Hemský, der den Großteil seiner Karriere bei den Edmonton Oilers verbrachte, wurde mit der tschechischen Nationalmannschaft im Jahr 2005 Weltmeister.

## Karriere
Hemský spielte während seiner Juniorenzeit für den HC Pardubice, doch schon frühzeitig wechselte er nach Nordamerika. Hier schloss er sich den Olympiques de Hull, die ihn beim CHL Import Draft 2000 als insgesamt siebten Spieler gezogen hatten, in der Ligue de hockey junior majeur du Québec an. Nach einer tollen Spielzeit dort, wurde er beim NHL Entry Draft 2001 von den Edmonton Oilers in der ersten Runde als 13. ausgewählt.

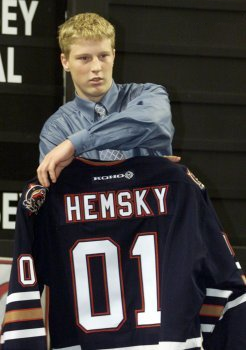
Aleš Hemský während des NHL Entry Draft 2001

Er blieb noch ein Jahr in Hull, bevor er zur Saison 2002/03 den Sprung in die NHL schaffte. In den ersten beiden Spielzeiten war er ein solider junger Spieler, der sein Potential stetig weiterentwickelte.
Als die NHL zur Saison 2004/05 streikte, ging er in seine Heimat zurück und spielte wieder für seinen Stammverein in Pardubice und gewann am Saisonende den tschechischen Meistertitel. Im gleichen Jahr gewann er mit der tschechischen Nationalmannschaft den Titel bei der Eishockey-Weltmeisterschaft 2005.
Zur Saison 2005/06 kehrte er zu den Oilers zurück und hatte als Topscorer des Teams maßgeblichen Anteil daran, dass man sich knapp für die Playoffs qualifizierte. Hier schaffte das Team überraschend den Einzug in die Finals. Mit zwei Toren und vier Vorlagen in der Finalserie konnte er aber die Niederlage gegen die Carolina Hurricanes nicht verhindern. Bei den Olympischen Winterspielen 2006 in Turin gewann er im Laufe dieser Saison mit seiner Nationalmannschaft die Bronzemedaille.
Eine Schulterverletzung in der folgenden Saison hinderte ihn daran, die 77 Punkte aus dem Vorjahr erneut zu erreichen. Im Juli 2012 lief sein Sechs-Jahres-Vertrag, für den er insgesamt 24,6 Millionen US-Dollar  erhielt, aus. Er unterzeichnete anschließend einen neuen Vertrag über zwei Jahre im Wert von 10 Millionen US-Dollar. Kurz vor der Trade Deadline wurde Hemský am 5. März 2014 im Austausch für zwei Wahlrechte im NHL Entry Draft 2014 und 2015 an die Ottawa Senators abgegeben.
Im Juni 2008 nahm er mit der tschechischen Inlinehockeynationalmannschaft an der IIHF Inlinehockey-Weltmeisterschaft teil und belegte den fünften Platz.
Nach insgesamt 12 Jahren bei den Oilers wechselte Hemský im März 2014 zu den Ottawa Senators, konnte sich jedoch dort nach Ende der Saison nicht auf einen neuen Vertrag einigen und schloss sich daher als Free Agent im Juli 2014 den Dallas Stars an.
Im September 2016 nahm er mit der tschechischen Auswahl am World Cup of Hockey 2016 teil, bei der er mit dem Team den sechsten Platz erreichte. Allerdings zog sich der Angreifer dabei eine Hüftverletzung zu (Riss der Lippe der Hüftgelenkspfanne), die in der Folge Ende Oktober 2016 mit einer Operation behandelt wurde, sodass Hemský mehrere Monate ausfiel. Letztlich absolvierte der Tscheche nur 15 Spiele für die Stars in dieser Spielzeit.
Nach der Saison 2016/17 verlängerten die Stars den auslaufenden Vertrag des Angreifers nicht, sodass sich Hemský im Juli 2017 als Free Agent den Canadiens de Montréal anschloss. Dort erfüllte er einen Einjahresvertrag, der im Sommer 2018 allerdings ebenfalls nicht verlängert wurde. Im Mai 2020 gab der 36-jährige Tscheche offiziell sein Karriereende bekannt.

## Erfolge und Auszeichnungen
| - 2001 LHJMQ All-Rookie Team - 2001 CHL All-Rookie Team - 2001 Trophée Michael Bossy - 2002 LHJMQ Second All-Star Team - 2002 CHL Third All-Star Team | - 2003 NHL-Rookie des Monats März - 2005 Tschechischer Meister mit dem HC Moeller Pardubice - 2005 Topscorer der Extraliga-Playoffs - 2005 Wertvollster Spieler der Extraliga-Playoffs - 2011 Teilnahme am NHL All-Star Game (verletzungsbedingte Absage) |

### International
- 2002 Bester Vorlagengeber der U20-Junioren-Weltmeisterschaft (gemeinsam mit Jussi Jokinen)
- 2005 Goldmedaille bei der Weltmeisterschaft
- 2006 Bronzemedaille bei den Olympischen Winterspielen
- 2012 Bronzemedaille bei der Weltmeisterschaft

## Karrierestatistik

### International
Vertrat Tschechien bei:
| - U20-Junioren-Weltmeisterschaft 2002 - Weltmeisterschaft 2005 - Olympischen Winterspielen 2006 - Weltmeisterschaft 2009 | - Weltmeisterschaft 2012 - Olympischen Winterspielen 2014 - World Cup of Hockey 2016 |

(Legende zur Spielerstatistik: Sp oder GP = absolvierte Spiele; T oder G = erzielte Tore; V oder A = erzielte Assists; Pkt oder Pts = erzielte Scorerpunkte; SM oder PIM = erhaltene Strafminuten; +/− = Plus/Minus-Bilanz; PP = erzielte Überzahltore; SH = erzielte Unterzahltore; GW = erzielte Siegtore; 1 Play-downs/Relegation; Kursiv: Statistik nicht vollständig)